# 弗里斯山 (奧次地)
80°57′S 156°36′E / 80.950°S 156.600°E
弗里斯山（英語：Mount Fries）是南極洲的山峰，位於奧次地，屬於橫貫南極山脈的一部分，處於澤勒冰川終點以南，海拔高度1,985米，現時由南極條約體系管理。